# Mesiphiastus pubiventris
Mesiphiastus pubiventris är en skalbaggsart som först beskrevs av Francis Polkinghorne Pascoe 1862.  Mesiphiastus pubiventris ingår i släktet Mesiphiastus och familjen långhorningar. Inga underarter finns listade i Catalogue of Life.